# I sette peccati capitali (film 1962)
I sette peccati capitali (Les sept péchés capitaux) è un film in sette episodi diretti dai registi Philippe de Broca, Claude Chabrol, Jacques Demy, Sylvain Dhomme, Max Douy, Jean-Luc Godard, Édouard Molinaro e Roger Vadim.

## Trama
Collera
Durante il pranzo della domenica un uomo trova nel piatto una mosca e si infuria. Come una epidemia l'ira si espande prima nella casa, poi nel quartiere, la città e il mondo intero.
Invidia
Rosette è una cameriera decisa a fare di tutto pur di conquistare l'amante di Rita, una diva del cinema che alloggia nel suo hotel. Tempo dopo, raggiunto il suo scopo, Rosette torna nell'hotel ma questa volta come cliente.
Accidia
Eddie Costantine, che interpreta se stesso, viene abbordato da una donna ma grazie alla sua pigrizia non accadrà nulla di sconveniente.
Lussuria
Due giovani, Bernard e Paul, esaminano il quadro di Bosch "il giardino delle delizie" per cercare una definizione della lussuria. Bernard ricorda la sua infanzia quando confondeva lussuria con lusso.
Orgoglio
Una donna lascia l'amante per tornare dal marito che la tradisce, una cosa che il suo orgoglio non riesce ad ammettere.
Gola
Valentin partecipa al funerale del padre morto di indigestione, a causa dell'agape rischia di arrivare tardi al banchetto previsto dopo la cerimonia.
Avarizia
Un gruppo di studenti sogna una notte d'amore con Suzon ma non hanno abbastanza soldi. Organizzano quindi una lotteria per racimolare la somma necessaria almeno per uno di loro.